# Токо ефіопський
Токо ефіопський (Lophoceros hemprichii) — вид птахів родини птахів-носорогів (Bucerotidae).

## Назва
Вид названо на честь німецького натураліста Вільгельма Гемпріха.

## Поширення
Вид поширений у Східній Африці: в Джибуті, Еритреї, Ефіопії, Кенії, Сомалі, Південному Судані і Уганді. Живе в скелястих, посушливих областях.

## Опис
Довжина тіла: 56-58 см. Дзьоб темно-червоного кольору, очі коричневі. Оперення чорно-коричневе, тільки черево і зовнішні пір'я хвоста білі. Великі і середні криючі пір'їни мають білу облямівку. Самка відрізняється більш коротким, більш тонким дзьобом і світло-жовтими куточками рота. Вид відрізняється від Tockus alboterminatus більшим дзьобом без рогів і великою кількістю білого кольору в оперенні.